# ブレット・ロンバーグ
ブレット・ロンバーグ（Brett Roneberg、1979年2月5日 - ）はオーストラリアのビクトリア州サンドリンガム出身の元プロ野球選手(外野手)。左投左打。
「日豪親善 野球日本代表最終強化試合」ではブレット・ローンバーグと表記された。

## 経歴
2004年に、アテネオリンピックにおける野球競技のオーストラリア代表に選出された。
2006年開幕前の3月に、この年から開催される事となったワールド・ベースボール・クラシック(WBC)のオーストラリア代表に選出された。オフの11月には、第16回IBAFインターコンチネンタルカップのオーストラリア代表に選出された。
2007年11月には、「日豪親善 野球日本代表最終強化試合」のオーストラリア代表に選出された。
2009年開幕前の3月に、第2回WBCのオーストラリア代表に選出された。

## 選手としての特徴
パンチ力を武器とする打力が持ち味。

## 詳細情報

### 代表歴
- 2004年アテネオリンピックの野球競技・オーストラリア代表
- 2006 ワールド・ベースボール・クラシック・オーストラリア代表
- 日豪親善 野球日本代表最終強化試合 オーストラリア代表
- 2009 ワールド・ベースボール・クラシック・オーストラリア代表